# 朝川朋之
朝川 朋之（あさかわ ともゆき、1960年9月21日 - ）は、日本の作曲家、編曲家、ハープ奏者。東京都生まれ。フェイス・ミュージック（フェイス音楽出版）所属。日本作編曲家協会（JCAA）理事。JASRACメンバー。

## 来歴
※オフィシャルサイトなどを参考。
4才よりエレクトーンと作曲、6才よりピアノを始める。以後15才までの間にヤマハの音楽使節として、アメリカ、メキシコ、西ドイツ、香港、シンガポール、インドネシアの各国へ派遣されている。
ハープを始めたのは26歳からとかなり遅く、大学もハープ科ではなくオルガン科だった。
作曲を矢代秋雄、佐藤眞、永冨正之、ピアノを高良芳枝、坂弘子、仙石浩之、エルンスト・ザイラー、パイプオルガンを秋元道雄、酒井多賀志、ハープを景山真菜に師事した。
1980年から1985年までオフィス・ドラゴンに所属し、大学在学中より宇崎竜童のもとで映画、ドラマ、CM音楽の作曲・編曲を始める。1985年から1987年まで「田中太郎」の芸名で宇崎率いる竜童組のメンバーとなり、エレクトリックハープを演奏。その一方で作曲家・編曲家としてだけでなく、ハーピスト、ピアニスト、オルガニストとして多数の映画、舞台、テレビドラマ、CM音楽のレコーディング、あるいはクラシックからロックまでジャンルを問わず数多くのアーティストのレコーディングやコンサートに参加し、ツアーサポートなども積極的に行うようになる。
1986年、ピアノとハープのカルテット「ソノリティー4」を結成。フランス音楽を中心としたコンサート活動を展開。
1991年、自身の編曲とハープ演奏による『ハープと波によるリラクゼーションミュージック』と題するCDをリリースした。リラクゼーション音楽ブームの先駆けとなる。以降、全曲オリジナルの『森へ行く日』（1999年）、コンボスタイルのスウィングやボサノヴァも取り入れた『GARDEN & GARDENER』（2001年）、「おとなの休日」（2010年）などの作品をリリース。胎教、幼児教育用CD制作や小中学用教材CDの編曲も手掛け、2000年にはNHK全国学校コンクール中学校の部課題曲「こうしていよう」（さくらももこ作詞）を作曲した。
1995年より服部克久の東京ポップスオーケストラのハーピストとなり、数々の映画音楽やポップスの名曲を日本各地で演奏。1997年にはニューヨークツアーに参加し、カーネギー・ホールおよび国連本会議場にても演奏した。
1998年9月、KOIKE・STRINGS主催で「朝川朋之の世界」と題するコンサートを開催した。
TBS「サウンド・イン"S"」「日本レコード大賞」、フジテレビジョン「ミュージックフェア」など、音楽番組での演奏も務める。
ハープのiOSアプリ「Handy Harp」（開発：プロキオン・スタジオ、販売：株式会社DETUNE）の開発に協力。

## 主な劇伴担当作品

### アニメ
- 新竹取物語 1000年女王（宇崎竜童と共同作曲、1981年）
- ファイブスター物語（日本アニメ大賞音楽部門最優秀賞、1989年）
- ジャングル大帝（日本アニメ大賞音楽部門最優秀賞、1989年）
- 超魔神英雄伝ワタル（佐橋俊彦と共同作曲、1997年）
- 女神候補生（2000年）

### ドキュメンタリー
- アジアハイウェー（NHKスペシャル、1992年）

### ドラマ
- ガラスの知恵の輪（毎日放送水曜10時枠の連続ドラマ、1982年）
- 君は海を見たか（フジテレビ金曜劇場、1982年）
- いつも輝いていたあの海（フジテレビ金曜劇場、1984年）
- 心はいつもラムネ色（NHK総合連続テレビ小説、1984年）
- 闇の歯車（フジテレビ時代劇スペシャル、1984年）
- 女ともだち（TBS金曜ドラマ、1986年）
- 純ちゃんの応援歌（NHK総合連続テレビ小説、1988年）
- さよなら李香蘭（フジテレビ30周年記念スペシャルドラマ、1989年）

### 映画
- 駅 STATION（編曲、1981年）
- おはん（1984年）
- 天国にいちばん近い島（1984年）
- ドン松五郎の生活（1986年）
- ラブ・ストーリーを君に（1988年）
- あ・うん（日本アカデミー賞優秀音楽賞、アジア太平洋映画祭最優秀音楽賞、1989年）
- 超少女REIKO（1991年）
- REX 恐竜物語（1993年）
- チョッちゃん物語（1996年）
- 絆 -きずな-（日本アカデミー賞優秀音楽賞、1998年）
- 大阪物語（1999年）
- 恋に唄えば♪（2002年）
- 赤い月（2003年）
- FLOWERS -フラワーズ-（2010年）
- くちづけ（2013年）

### CM
- サッポロビール企業テレビCM「この上ない一年」篇（2017年）[8]

## ディスコグラフィー

### アルバム
|                            | 発売日                     | タイトル                                                           | 規格 | 規格品番             | レーベル                                           | 備考                                                                                              |
| -------------------------- | -------------------------- | ------------------------------------------------------------------ | ---- | -------------------- | -------------------------------------------------- | ------------------------------------------------------------------------------------------------- |
| サウンドトラック           | 1989年3月8日               | ファイブスター物語 オリジナル･サウンドトラック                     | CD   | VDR-1590             | ビクター音楽産業                                   | 1989年春に劇場公開されたアニメのサントラ盤。                                                      |
| サウンドトラック           | 2012年10月31日             | ファイブスター物語 オリジナル･サウンドトラック                     | CD   | VTCL-60324           | フライングドッグ                                   | 1989年春に劇場公開されたアニメのサントラ盤。                                                      |
| サウンドトラック           | 1990年3月21日              | ジャングル大帝 交響ファンタジー                                    | CD   | CAY-943              | 日本コロムビア                                     | テレビアニメ『ジャングル大帝』（1989年版）のサントラ盤。                                          |
| サウンドトラック           | 2007年3月21日              | ANIMEX 1200シリーズ（170） 交響ファンタジー ジャングル大帝         | CD   | COCC-72250           | 日本コロムビア                                     | 過去音源を再発売する廉価シリーズ"ANIMEX 1200"の第6回発売分（全20タイトル）。5,000枚完全限定生産。 |
|                            | 1991年3月21日              | ハープと波によるリラクセーション・ミュージック                     | CD   | CSCL-1638            | CBS/SONY RECORDS                                   |                                                                                                   |
|                            | 1992年5月27日              | おかあさんっていいな                                               | CD   | TOCT-6494            | 東芝EMI                                            | 胎教、幼児教育用CD。堀ちえみの歌う童謡の伴奏。                                                    |
| サウンドトラック           | 1993年8月21日              | NHKスペシャル「アジアハイウェー」オリジナル・サウンドトラック      | CD   | ESCK-8027            | ESCALIER（エピックレコード）                       | NHKスペシャルのサントラ。                                                                         |
|                            | 1999年9月1日               | 森へ行く日                                                         | CD   | VICL-60455           | サイプレス・シャワー（ビクターエンタテインメント） | オリジナル・インスト・アルバム。                                                                  |
|                            | 2000年12月21日             | こうしていよう （平成12年度NHK全国学校音楽コンクール〜中学校の部） | CD   | EFCD-25124           | フォンテック                                       | 2000年のNHK全国学校音楽コンクール中学校の部課題曲。さくらももこ作詞。                             |
|                            | 2001年2月21日              | ガーデン&ガーデナー                                                | CD   | CHCB-30005           | チャプター・ワン（日本コロムビア）                 |                                                                                                   |
| サウンドトラック           | 2001年10月24日             | 「あ・うん」オリジナル・サウンドトラック                           | CD   | CPC8-3049            | カルチュア・パブリッシャーズ                       | 1989年公開の同タイトル映画のサントラ。                                                            |
|                            | 2002年4月22日              | 「夢」〜快適生活サウンド〜                                         | CD   | DCL-305              | Della                                              | 快適生活サウンド･シリーズ｡朝川によるオール・オリジナル曲。                                        |
| 2010年4月30日              | おとなの休日〜a dreamy day | DLDH-1846                                                          | CD   | 「夢」の改題新装版。 | Della                                              |                                                                                                   |
| BGM集                      | 2002年9月26日              | 仄か〜コシノヒロコ プロデュース                                    | CD   | VACM-1217            | ビデオアーツ・ミュージック                         | コシノヒロコが自身のブランドやショーを意識しながら朝川朋之&今出宏とコラボレートしたブランドBGM。  |
| コンピレーション・アルバム | 2007年6月20日              | PIANO BALLADS〜BEST SELECTION OF J BALLADS                         | CD   | CRCI-20690           | クラウン                                           | ピアノ演奏を担当｡ ラブ・ソングを中心に選曲したピアノ・インスト盤。                                |
| ヒーリングCD               | 2014年9月18日              | ハープで聴く美しの里                                               | CD   | KMES-14053           | ネイチャー・レーベル                               | 黒石ひとみが作曲する「美しの里」シリーズからの人気曲セレクション。ハープ演奏を担当｡               |

## サポートした主なアーティスト
- 秋川雅史
- 石川さゆり
- 五木ひろし
- 伍芳
- ウェイウェイ・ウー
- EXILE
- M-flo
- 奥村愛
- 小沢健二
- 小田和正
- 鬼束ちひろ
- 華原朋美
- 辛島美登里
- 川井郁子
- 小林明子
- コブクロ
- 小柳ゆき
- ゴンチチ
- 鷺巣詩郎
- サザンオールスターズ
- 佐藤しのぶ
- sarah
- 椎名林檎
- 島田祐子
- 宗次郎
- 白鳥英美子
- すがはらやすのり
- 須川展也
- スキマスイッチ
- 鈴木慶江
- スティービー・ワンダー（日本公演）
- 千住真理子
- 高木綾子
- 高嶋ちさ子
- 竹松舞
- 田中靖人
- 谷村有美
- 谷山浩子
- チェン・ミン
- デュオ・プリマ
- DREAMS COME TRUE
- 錦織健
- 元ちとせ
- 長谷川陽子
- 浜崎あゆみ
- 坂東玉三郎
- 平原綾香
- 広瀬香美
- 福田進一
- 藤井フミヤ
- 古澤巌
- 槇原敬之
- 松たか子
- 松任谷由実
- MISIA
- May J.
- 米良美一
- 森麻季
- 由紀さおり
- ゆず
- 三浦大知

ほか、多数。